# Achatocarpus brasiliensis
Achatocarpus brasiliensis es una especie de Magnoliopsida del género Achatocarpus, de la familia Achatocarpaceae, del orden Caryophyllales.

## Taxonomía
Fue descrita científicamente por Heinrich Karl Walter. Fue publicado por primera vez en Das Pflanzenreich de Engler, número 138 (1909).